# 전주효천 대방노블랜드 에코파크
전주효천 대방노블랜드 에코파크(영어: Jeonju Hyocheon DAEBANG NOBLE LAND ECO PARK)는 대한민국 전북특별자치도 전주시 완산구에 위치한 아파트다.